# إلبي (إسبانيا)
بلدية إلبي (بالإسبانية: Ibi), هي بلدية تقع في مقاطعة اليكانتي. جنوب شرق إسبانيا. يبلغ عدد سكانها 23.360 نسمة.

## أعلام
- مانويل كاريون
- ماريانو مارتينيز سانشيز
- روبين بلازا

## وصلات خارجية
- (بالإسبانية)